# Tedania brevispiculata
Tedania brevispiculata är en svampdjursart som beskrevs av Thiele 1903. Tedania brevispiculata ingår i släktet Tedania och familjen Tedaniidae. Inga underarter finns listade i Catalogue of Life.